# باغ شکار
باغ شکار به دو نوع باغ گفته می‌شود. یکی باغ‌هایی که در مناطق زیست حیوانات (شکارگاه) یا در نزدیکی آن ساخته می شده مانند تفرجگاه‌های پادشاهان در دوره‌های گوناگون و دوم باغ‌هایی گسترده که در محوطه آن‌ها حیواناتی از گونه‌های مختلف نگه داشته می‌شد و شکار درون باغ انجام می گرفته است. مانند بخشی از باغ هزار جریب